# Liste von Bundeswehrmunition

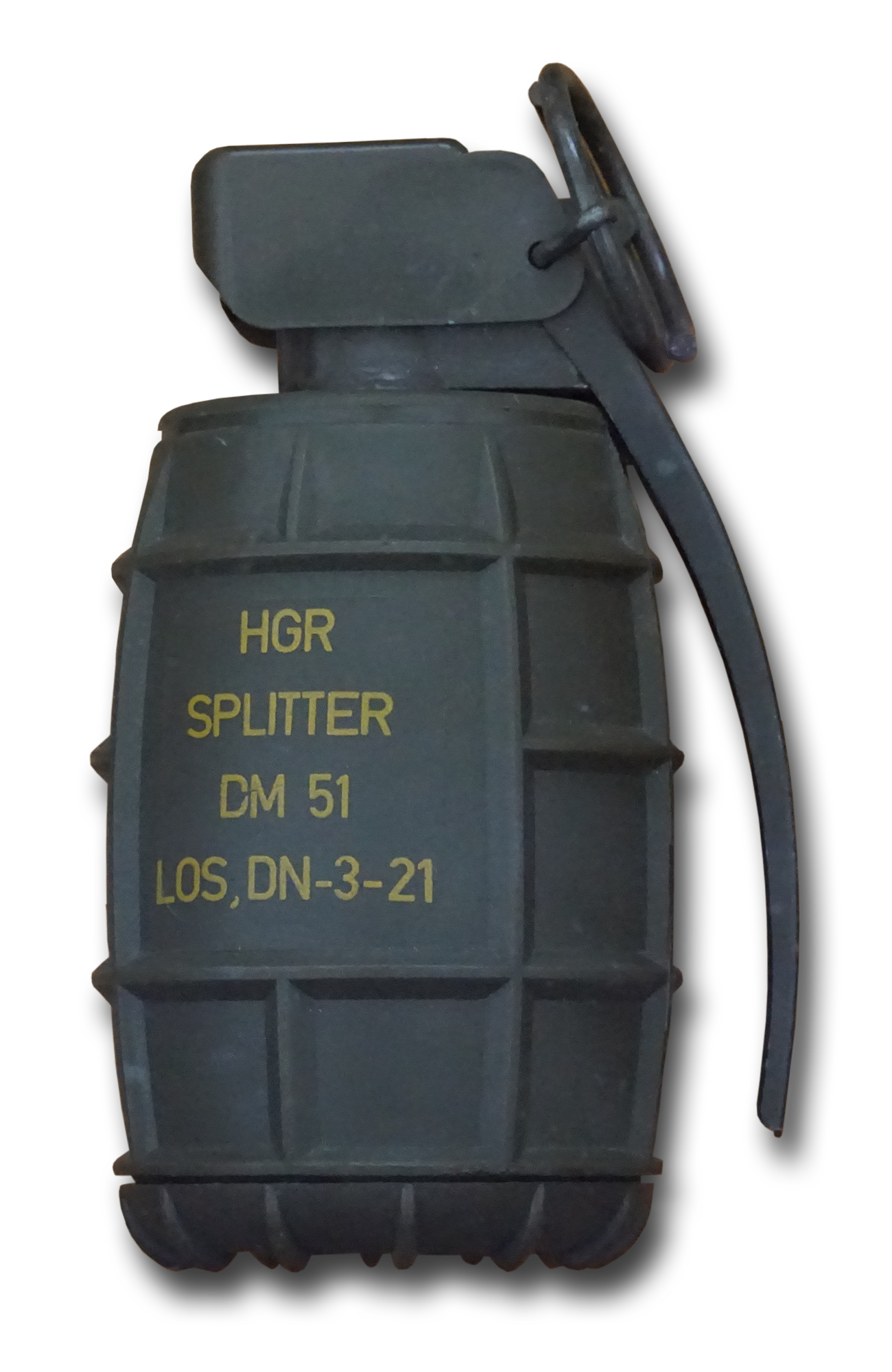
Beispiel: Splitterhandgranate DM51

Der Begriff Deutsche Modellbezeichnung, kurz DM, steht für ein deutsches bei der Bundeswehr eingeführtes Modell. Die Bezeichnung betrifft in erster Linie Munition und Explosivstoffe. Munition von NATO-Bündnispartnern erhält ebenfalls eine DM-Bezeichnung, wenn sie in der Bundeswehr Verwendung findet und ggf. baugleich mit deutschen Produkten ist.
Die Modellkennzeichnung gibt Aufschluss über die Beschaffenheit und das Leistungsmerkmal. Ferner gibt es noch die Bezeichnungen DT für Deutsches Truppenversuchsmodell und DE für Deutsches Entwicklungsmodell.

## Nummernschema
Die ersten Zahlen geben die laufende Nummer des Modells an. Die letzte Ziffer (vor ggf. „A1“) ist die „Kennzahl der Munitionssorte“. Werkstoff und -Formänderungen werden mit der Bezeichnung „A1“ (Ausführung 1) und dann fortlaufend bezeichnet. Bis 1996 stand die Endung „B1“ für eine Werkstoffänderung.
Die Kennzahl der Munitionssorte findet sich nur bei Geschossen, Raketen, Patronen, Minen, Bomben, Granaten und Gefechtsköpfen:
1. Spreng, Splitter,
2. Hohlladung,
3. Panzerbrechend,
4. Brand,
5. Nebel, Farbrauch,
6. Leucht,
7. Beobachtung,
8. Übung,
9. Sonstige,
10. Exerziermunition.

Bei pyrotechnischen Geschossen gibt die Nummer die Farbe an:
1. grün,
2. orange,
3. rot,
4. violett,
5. weiß,
6. gelb,
7. verschiedene,
8. sonstige Munition.

Die Zünderkennzahlen beschreiben die Zünderart:
1. Aufschlag-, Aufschlagzerlegezünder,
2. Zeitzünder,
3. Doppelzünder,
4. Annäherungszünder,
5. Berührungszünder,
6. Druckzünder,
7. Zugzünder,
8. Übungszünder,
9. Sonstige.

Bei Sprengmitteln beschreibt die Kennzahl die Form:
1. Sprengkörper nicht formbar,
2. Sprengkörper formbar,
3. Sprengkörper plattenförmig,
4. Sprengkörperladungen aus Sprengkörpern vorgefertigt.

Der zusätzliche Munitions-Austauschcode setzt sich aus zwei Buchstaben und einer zweistelligen Zahl (zum Beispiel „AA56“ oder „AB62“). Dieser Code fasst mehrere Versorgungsnummern zusammen, bei gleichem Code kann die Munition getauscht werden. Der Code kann der 13-stelligen Versorgungsnummer angehängt werden.

## Modellnummern

### Artillerietruppe
| DM-Nummer | DM-Nummer vollständig | Munitions- austauschcode | Kaliber / Art | Beschreibung                                                                                           | Waffe                         | Plattform             | Bemerkung |
| --------- | --------------------- | ------------------------ | ------------- | --- | ----------------------------- | --------------------- | --- |
| DM131     |                       |                          | 155 mm        | Sprenggeschoss                                                                                         | L/52                          | PzH 2000              | Base Bleed (Bodensogreduktion); Reichweite bis 40 km |
| DM121     | DM121                 | DF20                     | 155 mm        | Sprenggeschoss                                                                                         | L/52                          | PzH 2000              | Hersteller Rheinmetall, alternative Bezeichnung Rh30, Insensitive Munition |
| DM111     |                       |                          | 155 mm        | Sprenggeschoss                                                                                         | L/52                          | PzH 2000              | |
| DM21      | DM21                  |                          | 155 mm        | Sprenggeschoss                                                                                         |                               | PzH 2000, M109, FH 70 | |
| L15A1     | L15A1                 |                          | 155 mm        | Sprenggeschoss                                                                                         |                               | PzH 2000, FH 70       | 11,3 kg Sprengladung |
| DM58      |                       |                          | 155 mm        | Übungsgeschoss                                                                                         | L/52                          | PzH 2000              | |
| DM105     | DM105                 |                          | 155 mm        | Nebelgeschoss                                                                                          |                               | FH 70                 | |
| DM106     | DM106                 |                          | 155 mm        | Leuchtgeschoss                                                                                         |                               |                       | |
| DM115     |                       |                          | 155 mm        | Nebelgeschoss                                                                                          | L/52                          | PzH 2000              | |
| DM125     |                       |                          | 155 mm        | Nebelgeschoss                                                                                          | L/52                          | PzH 2000              | |
| DM116     |                       |                          | 155 mm        | Leuchtgeschoss                                                                                         | L/52                          | PzH 2000              | |
| DM608     |                       |                          | 155 mm        | Ausstoß-Übung                                                                                          | L/52                          | PzH 2000              | |
| DM702     |                       |                          | 155 mm        | SMArt                                                                                                  |                               |                       | Suchzündermunition |
| M107      |                       |                          | 155 mm        | Sprenggeschoss                                                                                         | L/52                          | PzH 2000              | |
| M106      | M106                  |                          | 203 mm        | verschiedene Zündertypen, darunter Zeitzünder, um als Luftzerleger Infanterieansammlungen zu bekämpfen |                               | M110 A2 Haubitze      | 94,5 kg TNT oder Composit Sprengladung |
| M1711     | M1711A1               |                          | 155 mm        | Sprenggeschoss Base Bleed                                                                              | L/52                          | PzH 2000              | insensitive Munition, Assegai-Munitionsfamilie, Einführung erster 20.000 Schuss Ende 2023/Anfang 2024, 19. Januar 2024 Genehmigung zur Nutzung und Freigabe zum Verschuss als neues Standardsprenggeschoss, M1712A1 erstmalig verschossen in 8. KW 2024 auf TrÜbPl Munster durch ArtBtl 131 |
| M1712     | M1711A2               |                          | 155 mm        | Sprenggeschoss Boat Tail                                                                               | L/52                          | PzH 2000              | insensitive Munition, Assegai-Munitionsfamilie, Einführung erster 20.000 Schuss Ende 2023/Anfang 2024, 19. Januar 2024 Genehmigung zur Nutzung und Freigabe zum Verschuss als neues Standardsprenggeschoss, M1712A1 erstmalig verschossen in 8. KW 2024 auf TrÜbPl Munster durch ArtBtl 131 |
| M650      | M650                  |                          | 203 mm        | Sprenggranate (RAP)                                                                                    |                               | M110 A2 Haubitze      | 91 kg TNT Raketentreibsatz zur Reichweitensteigerung |
| M404      | M404                  |                          | 203 mm        | | Submunitionsträger / Bomblets | M110 A2 Haubitze      | 104 × M43A1-Bomblets 91 kg. Bomblets werden bei Aufschlag der M404 etwa 1,80 Meter in die Luft geschleudert, wo sie explodieren |
| M509      | M509A1                |                          | 203 mm        | Bomblets werden im Flug freigesetzt und explodieren beim Aufschlag                                     | Submunitionsträger            | M110 A2 Haubitze      | 180 × M42-Bomblets |
| M426      | M426                  |                          | 203 mm        | Gasgranate / Kampfstoff / Nervenkampfstoff                                                             |                               | M110 A2 Haubitze      | 90 kg VX- oder GB-(Sarin)-Gas |
| M422      | M422A1                |                          | 203 mm        | taktische Kernwaffe 1 bis 2 Kilotonnen                                                                 | 110 kg Sprengladung           | M110 A2 Haubitze      | Ab 1955 verfügbar. Voraussetzung für den Verschuss war ein Einschießen mit M424 |
| M424      | M424                  |                          | 203 mm        | |                               | M110 A2 Haubitze      | Zielmarkierung für M422 |
| M753      | M753                  |                          | 203 mm        | taktische Kernwaffe 2 Kilotonnen Sprengkraft.                                                          | 97 kg                         | M110 A2 Haubitze      | Ab 1981 verfügbar. Sprengkraft und Präzision gesteigert, ab 1985 neuer Zündertyp W-79-1 politisch auf 2 km Wirkradius beschränkt. |

### Mörser
Mörser werden in der Bundeswehr in Schweren Kompanien eingesetzt.
| DM-Nummer | DM-Nummer vollständig | Munitions- austauschcode | Kaliber / Art | Beschreibung | Waffe           | Plattform                | Bemerkung                                 |
| --------- | --------------------- | ------------------------ | ------------- | ------------ | --------------- | ------------------------ | ----------------------------------------- |
| DM11      | DM11-DM11A3           | CC25                     | 81 mm         | Spreng       | M1 / M53 Mörser |                          | Aufschlagzünder DM111-Serie, ausgesondert |
| DM21      | DM21                  | CC25                     | 81 mm         | Spreng       | M1 / M53 Mörser |                          | Aufschlagzünder DM111-Serie, ausgesondert |
| DM18      | DM18 / DM18A1         | CC24                     | 81 mm         | Übung        | M1 / M53 Mörser |                          | Aufschlagzünder DM111-Serie, ausgesondert |
| DM38      | DM38                  | CC24                     | 81 mm         | Übung        | M1 / M53 Mörser |                          | ohne Zünder, ausgesondert                 |
| DM11      | DM11-DM11A6           | CU50                     | 120 mm        | Spreng       | M120 (Mörser)   | M113 Panzermörser 120 mm | Aufschlagzünder DM111-Serie               |
| DM16      | DM16                  | CU54                     | 120 mm        | Illum        | M120 (Mörser)   | M113 Panzermörser 120 mm | Doppelzünder DM93                         |
| DM18      | DM18-DM18A4           | CU51                     | 120 mm        | Übung        | M120 (Mörser)   | M113 Panzermörser 120 mm | Aufschlagzünder DM111-Serie               |
| DM25      | DM25-DM25A2           | CU52                     | 120 mm        | Nebel        | M120 (Mörser)   | M113 Panzermörser 120 mm |                                           |
| DM26      | DM26                  | CU54                     | 120 mm        | Illum        | M120 (Mörser)   | M113 Panzermörser 120 mm | Doppelzünder DM93                         |
| DM28      | DM28                  | CU51                     | 120 mm        | Übung        | M120 (Mörser)   | M113 Panzermörser 120 mm | Aufschlagzünder DM111-Serie               |
| DM35      | DM35                  | CU57                     | 120 mm        | Nebel        | M120 (Mörser)   | M113 Panzermörser 120 mm | Doppelzünder DM93                         |
| DM36      | DM36                  | CU22                     | 120 mm        | Leucht IR    | M120 (Mörser)   | M113 Panzermörser 120 mm | Doppelzünder DM183                        |
| DM38      | DM38                  | CU51                     | 120 mm        | Übung        | M120 (Mörser)   | M113 Panzermörser 120 mm | Doppelzünder DM93                         |
| DM51      | DM51 / DM51A1         | CU56                     | 120 mm        | Spreng       | M120 (Mörser)   | M113 Panzermörser 120 mm | Annäherungszünder NVT224A1 (Norwegen)     |
| DM61      | DM61                  | CU56                     | 120 mm        | Spreng       | M120 (Mörser)   | M113 Panzermörser 120 mm | Annäherungszünder PPD324-B3 (Norwegen)    |
| DM65      | DM65                  | CU24                     | 120 mm        | Nebel        | M120 (Mörser)   | M113 Panzermörser 120 mm |                                           |
| DM81      | DM81                  | CU50                     | 120 mm        | Spreng       | M120 (Mörser)   | M113 Panzermörser 120 mm | Aufschlagzünder DM111A5                   |
| DM91      | DM91                  |                          | 120 mm        | Spreng       | M120 (Mörser)   | M113 Panzermörser 120 mm |                                           |

Quellen:

### Panzertruppe
| DM-Nummer | DM-Nummer vollständig | Munitions- austauschcode | Kaliber / Art | Beschreibung                                                                                       | Waffe                                           | Plattform | Bemerkung |
| --------- | --------------------- | ------------------------ | ------------- | -------------------------------------------------------------------------------------------------- | ----------------------------------------------- | --------- | --- |
| DM11      | DM11                  |                          | 120 mm        | Sprenggeschoss (HE)                                                                                | Rheinmetall 120-mm-Glattrohrkanone (L/44, L/55) | Leopard 2 | wirksamer Splitterradius 80 m eff., Schussweite 5000 m |
| DM11      | DM11 SQ               |                          | 120 mm        | Sprenggeschoss (HE)                                                                                | L/44, L/55                                      | Leopard 2 | |
| DM20      | 20M                   |                          | 120 mm        | Sprenggeschoss (HE)                                                                                | L/44, L/55                                      | Leopard 2 | HE-Übungsgeschoss |
| DM12      | DM12                  |                          | 120 mm        | Mehrzweckgeschosse (MZ)                                                                            |                                                 | Leopard 2 | |
| DM12      | DM12A1                |                          | 120 mm        | Mehrzweckgeschosse (MZ)                                                                            |                                                 | Leopard 2 | HEAT-MP-T |
| DM18      | DM18                  |                          | 120 mm        | Mehrzweckgeschosse (MZ)                                                                            |                                                 | Leopard 2 | |
| DM18      | DM18 A2               |                          | 120 mm        | Mehrzweckgeschosse (MZ)                                                                            |                                                 | Leopard 2 | |
| DM18      | DM18 A3               |                          | 120 mm        | Mehrzweckgeschosse (MZ)                                                                            |                                                 | Leopard 2 | Recycling der Gefechtspatrone DM 12 |
| DM18      | DM18 A4               |                          | 120 mm        | Mehrzweckgeschosse (MZ)                                                                            |                                                 | Leopard 2 | Recycling der Gefechtspatrone DM 12 A1 |
| DM13      | DM13                  |                          | 120 mm        | APFSDS(-T) (Armor Piercing Fin-Stabilized Discarding Sabot-Tracer) (Panzerbrechende Wuchtmunition) |                                                 | Leopard 2 | Einführung 1979 |
| DM23      | DM23 A1               |                          | 120 mm        | APFSDS-T, panzerbrechende Wuchtmunition                                                            |                                                 | Leopard 2 | Einführung 1983 |
| DM33      | DM33 A1               |                          | 120 mm        | APFSDS-T, panzerbrechende Wuchtmunition                                                            |                                                 | Leopard 2 | Einführung 1987 |
| DM43      | DM43 A1               |                          | 120 mm        | APFSDS-T, panzerbrechende Wuchtmunition                                                            |                                                 | Leopard 2 | |
| DM53      | DM53                  |                          | 120 mm        | APFSDS-T, panzerbrechende Wuchtmunition („LKE II“)                                                 | L/55                                            | Leopard 2 | Einführung 1999 |
| DM63      | DM63                  |                          | 120 mm        | APFSDS-T, panzerbrechende Wuchtmunition („LKE II“)                                                 | L/55                                            | Leopard 2 | ähnlich DM 53 aber geänderte Treibladung (TIPS = Temperature Independent Propulsion Systems, temperatur-unabhängiger Antrieb), reduzierter abrasiver Verschleiß am Rohr und gesteigerte Schussentfernung bei erhöhter Treffgenauigkeit, Einführung 2005 |
| DM73      | DM73                  |                          | 120 mm        | APFSDS-T, panzerbrechende Wuchtmunition                                                            | L/55A1                                          | Leopard 2 | Weiterentwicklung der DM 63, letzte Version der Munitionsfamilie, Einführung 2022 |
| DM38      | DM38                  |                          | 120 mm        | |                                                 | Leopard 2 | Übungsgeschoss für panzerbrechende Wuchtmunition mit Lochkegelleitwerk |
| DM38      | DM38 A2               |                          | 120 mm        | Übungsgeschoss für panzerbrechende Wuchtmunition mit Lochkegelleitwerk                             |                                                 | Leopard 2 | Recycling der Gefechtspatrone DM 13, konisch |
| DM38      | DM38 A3               |                          | 120 mm        | Übungsgeschoss für panzerbrechende Wuchtmunition mit Lochkegelleitwerk                             |                                                 | Leopard 2 | Recycling der Gefechtspatrone DM 13, zylindrisch |
| DM38      | DM38 A4               |                          | 120 mm        | Übungsgeschoss für panzerbrechende Wuchtmunition mit Lochkegelleitwerk                             |                                                 | Leopard 2 | Recycling der Gefechtspatrone DM23 |
| DM38      | DM38 A5               |                          | 120 mm        | Übungsgeschoss für panzerbrechende Wuchtmunition mit Lochkegelleitwerk                             |                                                 | Leopard 2 | Recycling der Gefechtspatrone DM23 A1 |
| DM38      | DM38 A6               |                          | 120 mm        | Übungsgeschoss für panzerbrechende Wuchtmunition mit Lochkegelleitwerk                             |                                                 | Leopard 2 | Recycling der Gefechtspatrone DM33 A1 |
| DM48      | DM48                  |                          | 120 mm        | Übungsgeschoss für panzerbrechende Wuchtmunition mit Lochkegelleitwerk                             |                                                 | Leopard 2 | |
| DM43      | DM43                  |                          | 105 mm        | APFSDS-T                                                                                           |                                                 | Leopard 1 | |
| DM88      | DM88                  |                          | 120 mm        | Übungsgeschoss für Pfeilwuchtgeschoss (CSDS-T)                                                     |                                                 | Leopard 2 | |
| DM512     | DM512                 |                          | 105 mm        | HESH-T                                                                                             |                                                 | Leopard 1 | |

### Panzerabwehrhandwaffen
| DM-Nummer | DM-Nummer vollständig | Munitions- austauschcode | Kaliber / Art | Beschreibung                            | Waffe               | Plattform | Bemerkung                                                        |
| --------- | --------------------- | ------------------------ | ------------- | --------------------------------------- | ------------------- | --------- | ---------------------------------------------------------------- |
| DM10      | DM10                  |                          | 60 / 110 mm   | EX                                      | Panzerfaust 3       |           | Exerziergeschoss                                                 |
| DM12      | DM12 / DM12A1         | BS71                     | 60 / 110 mm   | HEAT-RA                                 | Panzerfaust 3       |           | Standardgeschoss der Bundeswehr                                  |
| DM18      | DM18 / DM18A1         | BS77                     | 60 / 110 mm   | UEB-RA                                  | Panzerfaust 3       |           | Übungsversion der DM12                                           |
| DM22      | DM22                  |                          | 60 / 110 mm   |                                         | Panzerfaust 3       |           | Tandemhohlladung                                                 |
| DM32      | DM32                  | BS72                     | 60 / 110 mm   | HEAT-MP-RA                              | Panzerfaust 3       |           | Bunkerfaust                                                      |
| DM38      | DM38                  | AV31                     | 18 mm × 86    | UEB                                     | Panzerfaust 3       |           | Abkommübungsmunition (Unterkalibergeschoss)                      |
| DM58      | DM58                  | AV31                     | 18 mm × 86    | UEB                                     | Panzerfaust 3       |           | Abkommübungsmunition (Unterkalibergeschoss), Nachfolger von DM38 |
| DM12      | DM12 / DM12A1         | CN50                     | 84 mm         | HEAT-T                                  | Schwere Panzerfaust |           | ausgesondert („Carl Gustaf“)                                     |
| DM16      | DM16                  | CN54                     | 84 mm         | ILLUM                                   | schwere Panzerfaust |           | Leuchtpatrone                                                    |
| DM18      | DM18 / DM18A1         | CN51                     | 84 mm         | UEB LSPUR                               | schwere Panzerfaust |           | Übungsversion der DM12-32, ausgesondert                          |
| DM22      | DM22                  | CN50                     | 84 mm         | HEAT-T                                  | schwere Panzerfaust |           | ausgesondert                                                     |
| DM28      | DM28 / DM28A1         | CN51                     | 84 mm         | UEB LSPUR                               | Schwere Panzerfaust |           | Übungsversion der DM12-32, ausgesondert                          |
| DM32      | DM32 / DM32A1         | CN50                     | 84 mm         | HEAT-T                                  | schwere Panzerfaust |           | ausgesondert                                                     |
| DM12      | DM12 / DM12A1         | GS92                     | 44 mm         | HEAT                                    | Leichte Panzerfaust |           | ausgesondert („Panzerfaust 44“)                                  |
| DM18      | DM18 / DM18A1         | GS93                     | 44 mm         | UEB-RA                                  | leichte Panzerfaust |           | Übungsversion der DM12-22, ausgesondert                          |
| DM18      | DM18                  | AV47                     | 18 mm × 96    | UEB                                     | leichte Panzerfaust |           | Abkommübungsmunition (Unterkalibergeschoss), ausgesondert        |
| DM22      | DM22                  | GS92                     | 44 mm         | HEAT                                    | leichte Panzerfaust |           | ausgesondert                                                     |
| DM28      | DM28                  | AV47                     | 18 mm × 96    | UEB                                     | leichte Panzerfaust |           | Abkommübungsmunition (Unterkalibergeschoss), ausgesondert        |
| DM32      | DM32                  | GS00                     | 44 mm         | HEAT-RA                                 | leichte Panzerfaust |           | ausgesondert                                                     |
| DM48      | DM48                  | AV47                     | 18 mm × 96    | UEB                                     | leichte Panzerfaust |           | Abkommübungsmunition (Unterkalibergeschoss), ausgesondert        |
|           |                       |                          | 90 mm         | Panzerabwehrhandwaffe/Antistrukturwaffe | RGW90AS             |           | als einsatzbedingter Sofortbedarf beschafft                      |

### Großkalibrige Waffen
| DM-Nummer                                   | DM-Nummer vollständig                       | Munitions- austauschcode | Kaliber / Art     | Beschreibung                                          | Waffe                   | Plattform                                                                                     | Bemerkung |
| ------------------------------------------- | ------------------------------------------- | ------------------------ | ----------------- | ----------------------------------------------------- | ----------------------- | --------------------------------------------------------------------------------------------- | --------- |
| DM HE                                       | DM HE Gw-MK46                               |                          | 40 mm × 53        |                                                       | HK GMW                  |                                                                                               |           |
| DM                                          | DM                                          |                          | 81 mm             | HE Gw-MK34                                            |                         |                                                                                               |           |
| DM                                          | DM                                          |                          | 60 mm             | HE Gw-M12                                             |                         |                                                                                               |           |
| DM21                                        | DM21 HE                                     |                          | 35 × 228 mm       |                                                       | Oerlikon-KDA-35-mm L/90 | Flugabwehrkanonenpanzer Gepard                                                                |           |
| DM31                                        | DM31 HE-T                                   |                          | 35 × 228 mm       |                                                       | Oerlikon KDA 35 mm L/90 | Flugabwehrkanonenpanzer Gepard                                                                |           |
| DM33                                        | DM33 FAPDS                                  |                          | 35 × 228 mm       |                                                       | Oerlikon KDA 35 mm L/90 | Flugabwehrkanonenpanzer Gepard                                                                |           |
| DM23                                        | DM23 HVAPDS                                 |                          | 35 × 228 mm       |                                                       | Oerlikon KDA 35 mm L/90 | Flugabwehrkanonenpanzer Gepard                                                                |           |
| DM18                                        | DM18 UEB-T                                  |                          | 35 × 228 mm       |                                                       | Oerlikon KDA 35 mm L/90 | Flugabwehrkanonenpanzer Gepard                                                                |           |
| DM28                                        | DM28 Manöver                                |                          | 35 × 228 mm       |                                                       | Oerlikon KDA 35 mm L/90 | Flugabwehrkanonenpanzer Gepard                                                                |           |
| DM20                                        | DM20 Ex                                     |                          | 35 × 228 mm       |                                                       | Oerlikon KDA 35 mm L/90 | Flugabwehrkanonenpanzer Gepard                                                                |           |
| DM43                                        | DM43 APDS-T                                 |                          | 20 × 139 mm       |                                                       | (DM6)                   |                                                                                               |           |
| DM51A2                                      | DM51A2 HEI-T                                |                          | 20 × 139 mm       |                                                       | Rh 202 (DM 6)           | HS 30, Schützenpanzer Kurz (Hotchkiss), Marder, Wiesel, Kraka, Luchs, diverse Marineeinheiten |           |
| DM81                                        | DM81 HEI                                    |                          | 20 × 139 mm       |                                                       | Rh 202 (DM 6)           |                                                                                               |           |
| DM21                                        |                                             |                          | 30 × 173 mm       |                                                       | MK30                    | Schützenpanzer Puma                                                                           |           |
| DM1001                                      |                                             |                          | 27 × 145 mm       |                                                       | Mauser BK-27            | Marine MLG 27, Panavia Tornado, Eurofighter Typhoon                                           |           |
| DM111                                       | DM111                                       |                          | 20 × 139 mm       | Schrapnell                                            | Rh 202 (DM 6)           |                                                                                               |           |
| DM Gefechtspatrone HE-Frag DM Übungspatrone | DM Gefechtspatrone HE-Frag DM Übungspatrone |                          | 40 × 46 mm NATO   |                                                       | GraPi 40 mm, AG36, …    |                                                                                               |           |
| DM11                                        | DM11                                        |                          | 12,7 × 99 mm NATO | 21G Wk am Gurt Waffen in .50 BMG                      |                         |                                                                                               |           |
| DM13                                        | DM13                                        |                          | 12,7 × 99 mm      | 23G Hk Leuchtspurmunition am Gurt (Waffen in .50 BMG) |                         |                                                                                               |           |

### Handwaffen
| DM-Nummer | DM-Nummer vollständig | Munitions- austauschcode | Kaliber / Art     | Beschreibung                                          | Waffe                                 | Plattform | Bemerkung                                                               |
| --------- | --------------------- | ------------------------ | ----------------- | ----------------------------------------------------- | ------------------------------------- | --------- | ----------------------------------------------------------------------- |
| DM21      | DM21                  | AB24                     | 7,62 × 51 mm NATO | Leuchtspur rot                                        | G3 und Varianten, MG3                 |           | Brennanfang 10-20 m nach der Mündung, Brennzeitende nach 740-800 m Flug |
| DM21      | DM21 A1               |                          | 7,62 × 51 mm      | Leuchtspur orange                                     | G3 und Varianten, MG3                 |           | Brennanfang 40-100 m nach der Mündung, Brennzeitende nach 1000 m Flug   |
| DM21      | DM21 A2               |                          | 7,62 × 51 mm      | Leuchtspur rot                                        | G3 und Varianten, MG3                 |           | Brennanfang 40-100 m nach der Mündung, Brennzeitende nach 1000 m Flug   |
| DM21      | DM21                  |                          | 7,62 × 51 mm      | Treibpatrone für Gewehrgranate                        | G3 und Varianten, MG3                 |           |                                                                         |
| DM31      | DM31                  |                          | 7,62 × 51 mm      | Treibpatrone für Gewehrgranate                        | G3 und Varianten, MG3                 |           |                                                                         |
| DM41      | DM41 Wk               |                          | 7,62 × 51 mm      | Hartbleikern                                          | G3 und Varianten, MG3                 |           | 2–3 % Antimon und 5 % Tombakmantel                                      |
| DM41      | DM41 B1 Wk            |                          | 7,62 × 51 mm      | Hartbleikern                                          | G3 und Varianten, MG3                 |           | 10–12 % Antimon und 90 % Tombakmantel                                   |
| DM111     | DM111 Wk              |                          | 7,62 × 51 mm      | Weichkern                                             | G3 und Varianten, MG3                 |           |                                                                         |
| DM111     | DM111 A1              | AB22                     | 7,62 × 51 mm      | Weichkern                                             | G3 und Varianten, MG3                 |           |                                                                         |
| DM41      | DM41 21 SG            |                          | 7,62 × 51 mm      | Weichkern am Gurt                                     | MG3                                   |           |                                                                         |
| DM111     | DM111 12 S            |                          | 7,62 × 51 mm      | Weichkern Leuchtspur am Gurt                          | MG3                                   |           |                                                                         |
| DM20      | DM20                  |                          | 7,62 × 51 mm      | Exerzierpatrone                                       | G3 und Varianten, MG3                 |           |                                                                         |
| DM19      | DM19                  |                          | 7,62 × 51 mm      | Überdruckprüfpatrone, Beschusspatrone und Prüfpatrone | G3 und Varianten, MG3                 |           |                                                                         |
| DM48      | DM48 Üb               |                          | 7,62 × 51 mm      | Übungspatrone                                         | G3 und Varianten, MG3                 |           |                                                                         |
| DM48      | DM48B1 Üb             |                          | 7,62 × 51 mm      | Übungspatrone mit Leuchtspur                          | G3 und Varianten, MG3                 |           |                                                                         |
| DM18      | DM18 Üb               |                          | 7,62 × 51 mm      | Übungspatrone Kurzbahn                                | G3 und Varianten, MG3                 |           |                                                                         |
| DM28      | DM28                  |                          | 7,62 × 51 mm      | Manövermunition                                       | G3 und Varianten, MG3                 |           |                                                                         |
| DM28      | DM28 AI B2            |                          | 7,62 × 51 mm      | Manöverpatrone                                        | G3 und Varianten, MG3                 |           |                                                                         |
| DM28      | DM28 BI               |                          | 7,62 × 51 mm      | Manöverpatrone                                        | G3 und Varianten, MG3                 |           |                                                                         |
| DM58      | DM58                  |                          | 7,62 × 51 mm      | Manöverpatrone                                        | G3 und Varianten, MG3                 |           |                                                                         |
| DM68      | DM68                  |                          | 7,62 × 51 mm      | Manöverpatrone                                        | G3 und Varianten, MG3                 |           |                                                                         |
| DM6       | DM6                   |                          |                   | Gurt für Patrone 7,62 × 51 mm NATO („MG3“)            |                                       |           |                                                                         |
| DM11      | DM11                  | AA59                     | 5,56 × 45 mm NATO | Doppelkern                                            | G36 und Ähnliches im gleichen Kaliber |           |                                                                         |
| DM21      | DM21                  | AA63                     | 5,56 × 45 mm      | Leuchtspur                                            | G36 und Ähnliches im gleichen Kaliber |           |                                                                         |
| DM18      | DM18                  |                          | 5,56 × 45 mm      | Manöverpatrone                                        | G36 und Ähnliches im gleichen Kaliber |           |                                                                         |
| DM10      | DM10                  |                          | 5,56 × 45 mm      | Exerzierpatrone                                       | G36 und Ähnliches im gleichen Kaliber |           |                                                                         |
| DM20      | DM20                  |                          | 5,56 × 45 mm      | Exerzierpatrone                                       | G36 und Ähnliches im gleichen Kaliber |           |                                                                         |
| DM51      | DM51 Wk               | AD60                     | 9 × 19 mm NATO    |                                                       | P1, P7, P8, MP2 (Uzi), MP2A1, MP5     |           |                                                                         |
| DM11      | DM11                  |                          | 9 × 19 mm         | Weichkern                                             | P1, P7, P8, MP2, MP2A1, MP5           |           |                                                                         |
| DM11      | DM11                  |                          | 4,6 × 30 mm       | Penetrator                                            | HK MP7                                |           | Geschossgewicht 2,0 Gramm                                               |
| DM21      | DM21                  |                          | 4,6 × 30 mm       | Ball                                                  | HK MP7                                |           | Geschossgewicht 2,6 Gramm                                               |

### Minen
| DM-Nummer | DM-Nummer vollständig | Munitions- austauschcode | Kaliber / Art | Beschreibung                    | Waffe | Plattform                                       | Bemerkung |
| --------- | --------------------- | ------------------------ | ------------- | ------------------------------- | ----- | ----------------------------------------------- | --- |
| DM1399    | DM1399                |                          |               | Panzerabwehrwurfmine (HEAT) AT2 |       | MARS verlegt                                    | |
| DM1274    | DM1274 / DM1274A1     |                          |               | Panzerabwehrwurfmine (HEAT) AT2 |       | Skorpion verlegt                                | Ausgesondert 2011 |
| DM1233    | DM1233                |                          |               | Panzerabwehrwurfmine (HEAT) AT2 |       | Leichtes Artillerieraketensystem (LARS) verlegt | Weiterverwendung als Unterkalibergeschoss im Mars-Raketenwerfer                                                                     |
| DM11      | DM11                  | KP01                     |               | Schützenabwehrverlegemine       |       | händisch                                        | Lizenzfertigung der schwedischen Truppmina-10, nicht mehr im Bestand der Bundeswehr, da auch Schützenabwehrmine (Ottawa-Konvention) |
| DM11      | DM11                  | KL51                     |               | Panzerabwehrverlegemine         |       | händisch                                        | metalllos und fast ausschließlich aus Sprengstoff bestehend, ausgesondert                                                           |
| DM12      | DM12                  | KN57                     |               | Panzerabwehrrichtmine           |       | händisch                                        | Mine mit Hohlladungswirkung, die horizontal gegen Fahrzeuge wirkt                                                                   |
| DM18      | DM18 / DM18A1         | KN30                     |               | Panzerabwehrverlegeübungsmine   |       | händisch                                        | Übungsversion der DM11 Panzermine                                                                                                   |
| DM18      | DM18 / DM18B1         | KP02                     |               | Schützenabwehrverlegeübungsmine |       | händisch                                        | Übungsversion der DM11 Schützenmine, die DM18B1 ist eine umgebaute DM11                                                             |
| DM21      | DM21                  | KN53                     |               | Panzerabwehrverlegemine         |       | händisch oder von Fahrzeugen abgeworfen         | |
| DM28      | DM28                  | KM06                     |               | Schützenabwehrverlegeübungsmine |       | händisch                                        | Übungsversion der DM31 Schützenmine                                                                                                 |
| DM28      | DM28                  | KL06                     |               | Übungspanzerabwehrwurfmine      |       | Skorpion verlegt                                | |
| DM31      | DM31                  | KN55                     |               | Panzerabwehrverlegemine         |       | händisch oder mit Minenverlegesystem 85         | schwedische Panzermine „Stridsvagnsmina 6 Version FFV 028 SN“ Induktionsmine                                                        |
| DM31      | DM31                  | KL95                     |               | Schützenabwehrverlegemine       |       | händisch                                        | Spring-Splittermine, ausgesondert                                                                                                   |
| DM51      | DM51                  |                          |               | Schützenrichtmine MON-50        |       | händisch                                        | Restbestände der NVA in die Bundeswehr übernommen, ausgesondert                                                                     |
| DM58      | DM58                  |                          |               | Übungspanzerabwehrrichtmine     |       | händisch                                        | Übungsversion der DM12 Panzerabwehrrichtmine                                                                                        |

### Handgranaten / Handflammpatrone / Bodensprengpunkt
| DM-Nummer | DM-Nummer vollständig      | Munitions- austauschcode | Kaliber / Art | Beschreibung               | Waffe | Plattform | Bemerkung                                                                                      |
| --------- | -------------------------- | ------------------------ | ------------- | -------------------------- | ----- | --------- | ---------------------------------------------------------------------------------------------- |
| DM129     | DM129                      | GK09                     |               | Irritationswurfkörper      |       |           | 9-fach-Knall und 9-fach-Blitz Blendgranate                                                     |
| DM119     | DM119                      |                          |               | Irritationswurfkörper      |       |           | 2-fach-Knall und 2-fach-Blitz                                                                  |
| DM109     | DM109                      |                          |               | Irritationswurfkörper      |       |           | 1-fach-Knall und 1-fach-Blitz                                                                  |
| DM58      | DM58                       | GU71                     |               | Übungshandgranate          |       |           | Übungsversion der DM51                                                                         |
| DM51      | DM51 / DM51A1              | GV30                     |               | Splitterhandgranate        |       |           |                                                                                                |
| DM48      | DM48                       | GK15                     |               | Übungshandgranate          |       |           | Übungsversion der DM41                                                                         |
| DM41      | DM41                       | GJ90                     |               | Splitterhandgranate        |       |           |                                                                                                |
| DM38      | DM38 / DM38A1              | GV20                     |               | Übungshandgranate          |       |           | Übungsversion der DM19                                                                         |
| DM35      | DM35                       | GS16                     |               | Nebelhandgranate           |       |           | bispectrale Schnellnebelhandgranate SPIRCO (spontanous infrared cover)                         |
| DM28      | DM28                       | GK15                     |               | Übungshandgranate          |       |           | Übungsversion der DM11 und Nachbau der amerikanischen M21                                      |
| DM25      | DM25                       | GS14                     |               | Nebelhandgranate           |       |           | ersetzt Nebelhandgranate DM15                                                                  |
| DM21      | DM21                       | GK10                     |               | Sprenghandgranate          |       |           | Nachbau der amerikanischen MK3A2, durch Einführung der DM51 1974/75 abgelöst                   |
| DM19      | DM19                       | GV00                     |               | Blend-Brand Handgranate    |       |           | mit rotem Phosphor und Magnesiumpulver gefüllt                                                 |
| DM15      | DM1/ DM15                  | KU61 (KU60)              |               | Nebelhandgranate           |       |           | auch als Nebeltopf, Nebelkerze oder Nebelkörper 1,5 kg bezeichnet                              |
| DM11      | DM11                       | GJ90                     |               | Splitterhandgranate        |       |           | Nachbau der amerikanische MK2                                                                  |
| DT41      | DT41                       |                          |               | Sprenghandgranate          |       |           | österreichische Granate mit 250 g Betonfüllung zur Erhöhung der Sprengwirkung                  |
| DT21      | DT21                       |                          |               | Sprenghandgranate          |       |           | spanische POM-I (Plásticas Oramil Typ 1) mit Aufschlag-, Verzögerungs- und Abreiss-Brennzünder |
| DT11      | DT11 / DT11B1              | GV10                     |               | Sprenghandgranate          |       |           |                                                                                                |
| DM24      | DM24 / DM24A1 / DM24A1B1   | KV90                     |               | Handflammpatrone           |       |           | altes Modell mit einfachem Griffstück                                                          |
| DM28      | DM28 / DM28A1 / DM28A1B1   | KV91                     |               | Übungs-Handflammpatrone    |       |           | altes Modell mit einfachem Griffstück                                                          |
| DM34      | DM34                       | KV92                     |               | Handflammpatrone           |       |           |                                                                                                |
| DM38      | DM38                       | KV93                     |               | Übungs-Handflammpatrone    |       |           |                                                                                                |
| DM12      | DM12 / DM12A1B1 / DM12A2B2 | LV21                     |               | Simulator Bodensprengpunkt |       |           |                                                                                                |
| DM22      | DM22                       | LV21                     |               | Simulator Bodensprengpunkt |       |           | u. A. reduzierte Knallsatzmenge                                                                |
| DM32      | DM32                       | LV21                     |               | Simulator Bodensprengpunkt |       |           |                                                                                                |

### Kampfmittel See
| DM-Nummer | DM-Nummer vollständig | Munitions- austauschcode | Kaliber / Art | Beschreibung | Waffe | Plattform                                               | Bemerkung |
| --------- | --------------------- | ------------------------ | ------------- | ------------ | ----- | ------------------------------------------------------- | --- |
| DM4       | DM4A                  |                          |               | Torpedo      |       |                                                         | U-Jagd Torpedo (D:324 L:3470; G:198 GG:34) |
| DM1       | DM1                   |                          |               | Torpedo      |       | U-Boote                                                 | Drahtgelenkter Torpedo (D: 533 L:4150; G:1370 GG:275) |
| DM1       | DM1 SST – 4           |                          |               | Torpedo      |       | Schnellboote der Albatros-Klasse (Klasse 143)           | |
| DM2       | DM2A2/3               |                          |               | Torpedo      |       | U-Boot                                                  | Torpedo gegen Über- und Unterwasserziele (D: 533 ;G:1370 GG: 2604)                                                                                              |
| DM2       | DM2A4 Seehecht        |                          |               | Torpedo      |       | U-Boot-Klasse 212 A                                     | Bekämpfung von Überwasser- und Unterwasserzielen, sowohl von Überwasserschiffen als auch von U-Booten                                                           |
| DM3       | DM3 A1                |                          |               | Torpedo      |       |                                                         | Deutsche Version des Mk 37 |
| DM41      | DM41G1                |                          |               | Seemine      |       | U-Boot-Klasse 206 (externer Minenbehälter, 12 je Seite) | schwere Seegrundmine (D: 534, L: 2310, G: 775, GG: 540) |
| DM51      | DM51G4                |                          |               | Seemine      |       | Überwasserfahrzeuge, Hubschrauber                       | Anti-Invasionsmine / kleine Seegrundmine (H: 310, D: 750, L: 800, G: 115, GG: 60), verlegt in der Brandungszone gegen Landungsfahrzeuge (Überwasserziele allg.) |
| DM61      | DM61G2                |                          |               | Seemine      |       | Überwasserfahrzeuge                                     | schwere Seegrundmine gegen Überwasserfahrzeuge (L: 1800, D :600, G: 700, GG:500)                                                                                |

### Explosivstoffe
| DM-Nummer | DM-Nummer vollständig | Munitions- austauschcode | Kaliber / Art | Beschreibung                              | Waffe | Plattform | Bemerkung |
| --------- | --------------------- | ------------------------ | ------------- | ----------------------------------------- | ----- | --------- | --------- |
| DM51      | DM51                  |                          |               | Ladung, Sprengrohr 900 g nicht wasserfest |       | händisch  |           |
| DM61      | DM61                  |                          |               | Ladung, Sprengrohr 900 g, wasserfest      |       | händisch  |           |
| DM29      | DM29                  |                          |               | Ladung, Schneidladung, 2.000 g            |       | händisch  |           |
| DM19      | DM19                  |                          |               | Ladung, Schneidladung 9.000 g             |       | händisch  |           |
| DM69      | DM69                  |                          |               | Ladung, Schneidladung 20.000 g            |       | händisch  |           |
| DM21      | DM21A1                |                          |               | Ladung, Sprengkörper 200 g                |       | händisch  |           |
| DM22      | DM22A1(?)             |                          |               | Ladung, Sprengkörper 100 g                |       | händisch  |           |
| DM2       | DM2x ?                |                          |               | Ladung, Sprengkörper 1000 g               |       | händisch  |           |

### Zünder
| DM-Nummer | DM-Nummer vollständig | Munitions- austauschcode | Kaliber / Art     | Beschreibung                                                 | Waffe | Plattform | Bemerkung                                           |
| --------- | --------------------- | ------------------------ | ----------------- | ------------------------------------------------------------ | ----- | --------- | --------------------------------------------------- |
| DM2       | DM2                   |                          | 7,62 × 51 mm NATO | Patronenhülse für DM21, DM41, DM41 B1                        |       |           | Berdanzündung, Messing gezogen                      |
| DM3       | DM3                   |                          | 7,62 × 51 mm NATO | Patronenhülse                                                |       |           | Boxerzündung, Messing gezogen (kein Amboss), DM41A1 |
| DM106     | DM106A1               |                          |                   | Zünder Unterwasserhandgranate                                |       |           |                                                     |
| DM1016    | DM1016                |                          |                   | Zünder, Zündhütchen, für DM2 (Berdanzündung)                 |       |           |                                                     |
| DM82      | DM82                  |                          |                   | Zünder Handgranate                                           |       |           |                                                     |
| DM1028    | DM1028                |                          |                   | Zünder, Zündhütchen für Patronenhülse DM 3 (hat Amboss) DM 3 |       |           |                                                     |
| DM1030    | DM1030                |                          |                   | Zünder, Zündhütchen für Boxerzündungspatronenhülsen          |       |           |                                                     |
| DM1032    | DM1032 B1             |                          |                   | Zünder, Zündhütchen DM 18                                    |       |           |                                                     |
| DM1203    | DM1203                |                          |                   | Zünder, Zündhütchen für DM 58                                |       |           |                                                     |

### Kampfmittel Luft
| DM-Nummer | DM-Nummer vollständig | Munitions- austauschcode | Kaliber / Art | Beschreibung       | Waffe | Plattform     | Bemerkung                                           |
| --------- | --------------------- | ------------------------ | ------------- | ------------------ | ----- | ------------- | --------------------------------------------------- |
| DM18      | DM18                  |                          |               | Abwurfbombe, Übung |       | Luftfahrzeuge | 2,5 kg, lichtblau, Rauchkartusche (Zielmarkierung)  |
| DM18      | DM18A1                |                          |               | Abwurfbombe, Übung |       | Luftfahrzeuge | 2,5 kg, lichtblau, Rauchkartusche (Zielmarkierung)  |
| DM28      | DM28                  |                          |               | Abwurfbombe, Übung |       | Luftfahrzeuge | 4,6 kg, lichtblau, Rauchkartusche (Zielmarkierung)  |
| DM38      | DM38                  |                          |               | Abwurfbombe, Übung |       | Luftfahrzeuge | 10,7 kg, lichtblau, Rauchkartusche (Zielmarkierung) |